# Chiến khu Đông Bộ Quân Giải phóng Nhân dân Trung Quốc
Chiến khu Đông bộ là đơn vị cấp Bộ Tư lệnh tác chiến Vùng (tương đương cấp Bộ) trực thuộc Quân ủy Trung ương Trung Quốc có nhiệm vụ triển khai chỉ huy tác chiến liên hợp phía Đông của Trung Quốc. Phạm vi quản lý của Chiến khu Đông bộ gồm Thượng Hải, Giang Tô, Chiết Giang, An Huy, Giang Tây, Phúc Kiến. Bộ Tư lệnh đặt tại Nam Kinh.

## Lịch sử
Ngày 11 tháng 1 năm 2016, tổ chức của Quân Giải phóng Nhân dân Trung Quốc được cải tổ lại. Trong đó, xóa bỏ 7 Đại Quân khu và thành lập mới 5 Chiến khu (Trung ương, Bắc bộ, Nam bộ, Tây bộ, Đông bộ).

## Chức năng nhiệm vụ
Chiến khu Đông bộ có nhiệm vụ  triển khai chỉ huy tác chiến liên hợp phía Đông của Trung Quốc. Chiến khu Đông bộ chỉ chịu trách nhiệm chỉ huy tác chiến chứ không phải vừa quản lý xây dựng vừa chỉ huy tác chiến như các Đại Quân khu cũ trước đây.

## Lãnh đạo hiện nay
- Tư lệnhːThượng tướng Lâm Hướng Dương
- Chính ủyː Thượng tướng Hà Bình,  Ủy viên Ủy ban Trung ương Đảng Cộng sản Trung Quốc khóa XIX

## Tổ chức

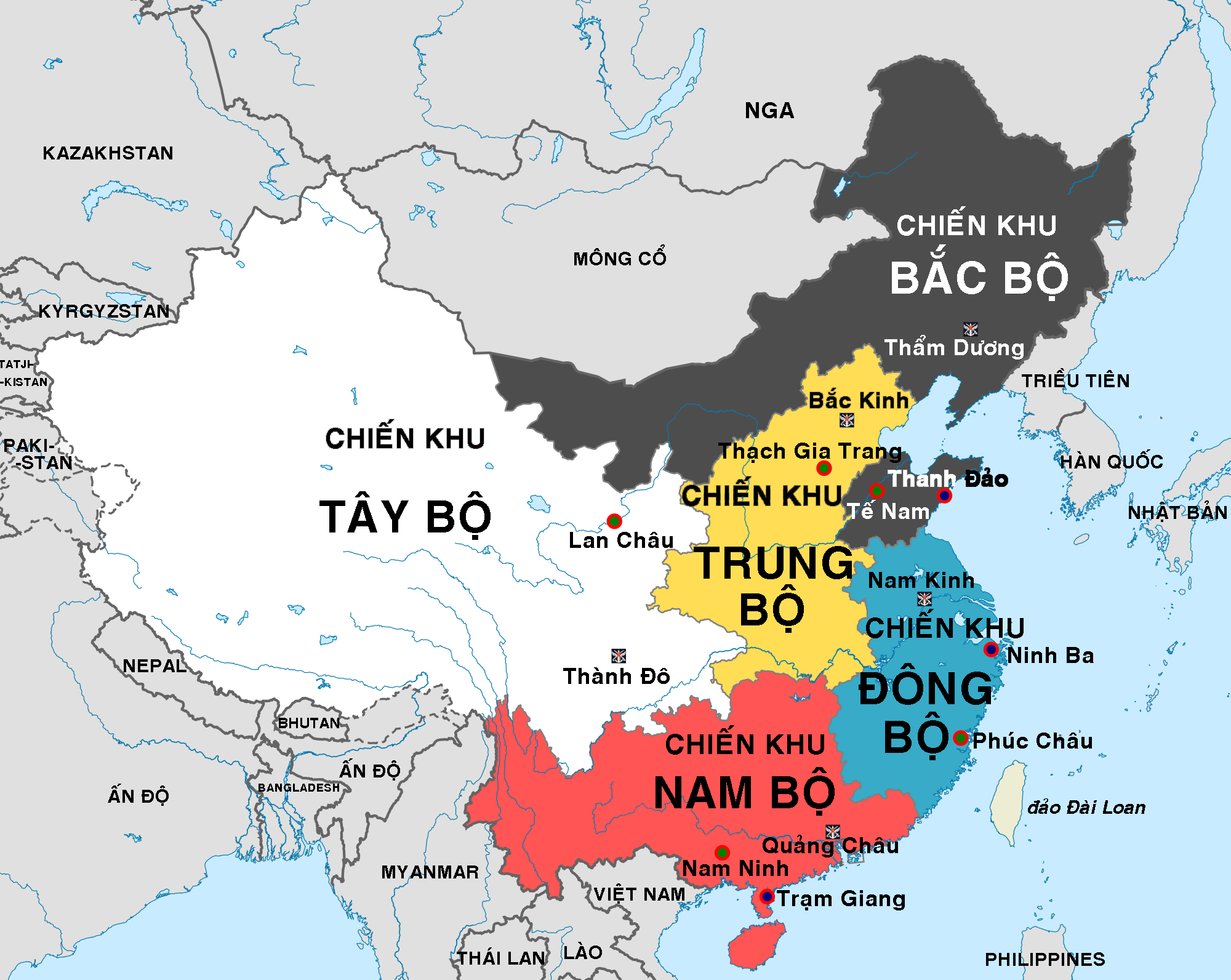
Địa bàn 5 Chiến khu của Quân đội Trung Quốc sau năm 2016.

### Các cơ quan chức năng
- Bộ Tham mưu liên hợp
- Bộ Công tác Chính trị
- Ủy ban Kiểm tra Kỷ luật

### Các lực lượng trực thuộc
- Lục quân Chiến khu Đông bộ
  - Tập đoàn quân 71:
  - Tập đoàn quân 72:
  - Tập đoàn quân 73:
- Hải quân Chiến khu Đông bộ
  - Tư lệnh: Ngụy Cương, Phó Đô đốc, Ủy viên dự khuyết Ủy ban Trung ương Đảng Cộng sản Trung Quốc khóa XIX
  - Chính ủy: Vương Hoa Dũng
- Không quân Chiến khu Đông bộ
  - Tư lệnh: Hoàng Quốc Hiển — Trung tướng, Ủy viên dự khuyết Ủy ban Trung ương Đảng Cộng sản Trung Quốc khóa XIX
  - Chính ủy:

## Tư lệnh qua các thời kỳ
- Thượng tướng Lưu Việt Quân (1/2016—12/2019)
- Thượng tướng Hà Vệ Đông (12/2019—2021)
- Thượng tướng Lâm Hướng Dương (2021-nay)

## Chính ủy qua các thời kỳ
- Thượng tướng Trịnh Vệ Bình (1/2016—9/2017)
- Thượng tướng Hà Bình (9/2017—)